# Ljudkort

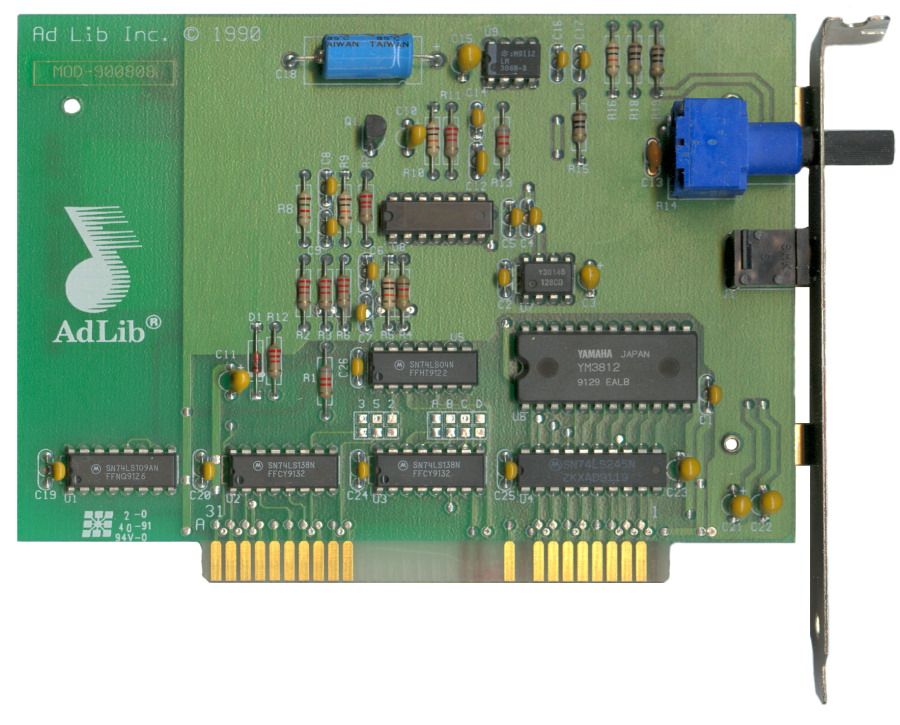
Ett äldre ljudkort av typen AdLib med en 8-bitars ISA-anslutning.

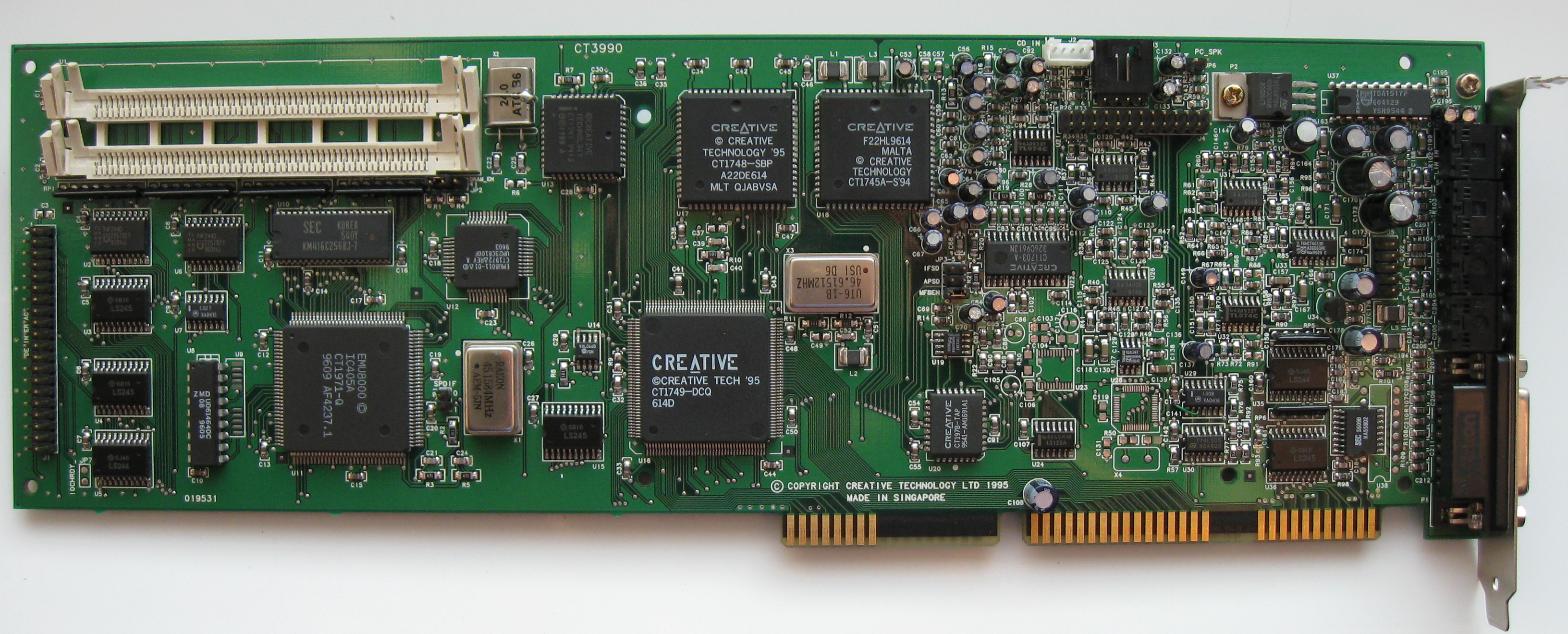
Ett äldre ljudkort av typen Sound Blaster 16 AWE32 med anslutning för 16-bitars ISA, IDE-kontakt och plats för extra minne.

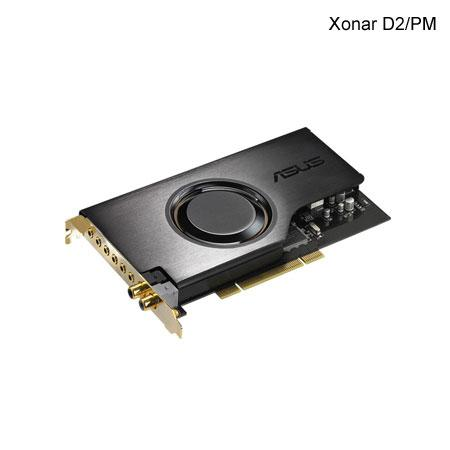
Ett nyare ljudkort med PCI-anslutning

Ett ljudkort är en komponent i en dator som används för att spela upp och spela in ljud.
Ljudkort kan vara integrerade med moderkortet, vilket är vanligt på bärbara datorer, eller externa instickskort. Dessutom brukar instickskorten ha extra finesser som fler ut- och ingångar och även digitala in- och utgångar som stödjer flera standarder (exempelvis S/PDIF eller ADAT) och samplingsfrekvenser.
Moderna ljudkort hanterar som primär uppgift digitalt ljud, men ofta har ljudkortet även ett MIDI-interface med en inbyggd MIDI-synth.
Det fanns externa ljudkort till de allra första hemdatorerna, ca 1984/1985 (Sinclair, Commodore, BBC, Amstrad, Spectravideo m.m.). Creatives Sound Blaster-kort var ett av de första ljudkorten för PC, som började tillverkas i slutet på 1980-talet. Dessa ljudkort innehöll ofta en tre-kanals ljudkrets, elektronik för talsyntes och/eller 8 bitars ljudinspelning (sampling), vissa hade även stöd för MIDI som var relativt nytt då. Syntaren Vince Clarke använde exempelvis ett MIDI-interface i kombination med en BBC Micro Computer för att spela in en del av den musik han gjorde under 1980-talet. Under 1980-talet var ljudkorten i sin linda. De innehöll en mängd olika funktioner och man visste inte riktigt vart utvecklingen skulle röra sig. Talsyntes i hårdvara försvann från ljudkorten allt eftersom datorerna blev snabbare och detta kunde göras i programvara. Samma sak gäller ljudgeneratorerna. Det kunde också göras i programvara och dagens ljudkort fyller en mer grundläggande funktion på det sättet att de tillhandahåller funktioner för att spela in och spela upp ljud som syntetiseras eller reproduceras i programvara snarare än hårdvara.

## Kända ljudkort
- Sound Blaster
- Gravis Ultrasound
- AdLib